# Polyonychus
Polyonychus es un género de escarabajos de la familia Buprestidae.

## Especies
- Polyonychus apicalis (Kerremans, 1912)
- Polyonychus dessumi (Descarpentries & Villiers, 1966)
- Polyonychus mucidus Chevrolat, 1838
- Polyonychus nigropictus (Gory & Laporte, 1839)
- Polyonychus proximus (Kerremans, 1890)
- Polyonychus tricolor (Saunders, 1866)